# فهرست دنباله‌دارهای غیردوره‌ای
دنباله‌دارهای غیر دوره‌ای (و یا دنباله‌دار با دورهٔ تناوب طولانی) (به انگلیسی: Non-periodic comets یا long-period comets) دنباله‌دارهایی هستند که بیش از یک عبور حضیض خورشیدی آن‌ها تأیید نشده است، و در نتیجه به طور کلی دارای دوره‌های مداری بیشتر از ۲۰۰ سال فرض شده‌اند. آن‌ها عبارتند از دنباله‌دارهای تک ظهوری که تنها یک بار از داخل سامانهٔ خورشیدی عبور کرده‌اند
دنباله‌دارهای غیر دوره‌ای بر روی مدارهای سهموی‌وار یا نزدیک به چنین مدارهایی در حرکت هستند که؛ اگر دوباره برگشتنی باشند، برای صدها یا هزاران سال به مجاورت خورشید باز نخواهند گشت. (کسانی استفاده از نام «دنباله‌دارهای غیر دوره‌ای» را تنها برای اشاره به دنباله‌دارهایی به کار می‌برند که هرگز باز نخواهند گشت. دنباله‌دارهایی که انتظار بازگشت آن‌ها به داخل منظومهٔ شمسی نمی‌رود شامل: سی/۱۹۸۰ ای۱, سی/۲۰۰۰ یو۵, سی/۲۰۰۱ کیو۴ (ان‌ای‌آتی), سی/۲۰۰۹ آر ۱, سی/۱۹۵۶ آر۱, و سی/۲۰۰۷ اف ۱ (ال ‌أ ا ان‌اس) هستند.